# HIP 41378 f
HIP 41378 fは、F型主系列星HIP 41378の周囲を公転する太陽系外惑星である。この星系で最も外側の惑星である。約9.2地球半径と非常に大きな半径を持つが、これは実際には光学的に厚い環の半径であると考えられている。親星のハビタブルゾーンの内側に位置する。2022年現在では大気を持つ痕跡は見られず、惑星が不透明な環を持つという仮説を補強している。